# Andrônico Ducas (primo de Miguel VII)
Andrónico Ducas (em latim: Andronicus Ducas; em grego: Ανδρόνικος Δούκας) foi um militar nobre do Império Bizantino, que pertencia à família dos Ducas. Teve ao seu cuidado o governo do Império Bizantino entre 1059 e 1078.

## Biografia
Um dos acontecimentos em que se destacou durante o seu governo foi a participação que teve na Batalha de Manzicerta, acontecimento em que os gregos comandados pelo Imperador Romano IV Diógenes lutaram contra os seljúcidas do Sultanato de Rum e onde foram estrondosamente derrotado. Andrónico, comandando o bizantino na retaguarda, tentou resgatar o grosso do exército romano, que foi preso, foi incapaz, no entanto, de fazer muito por eles.
No entanto, é provável que Andrônico não tenha prestado ajuda a Diógenes Romano deliberadamente, pois este era um imperador tido por arrivista e que havia deixado os estratos militares fora da família dominante. Caso contrário Andrónico terá passado para o lado dos seljúcidas, traindo assim o seu império por razões políticas e pessoal durante o calor da batalha.
Facto é que Diógenes Romano foi capturado pelos inimigos muçulmanos, e quando este voltou ao Império Bizantino havia já um novo imperador, Miguel VII Ducas, da dinastia dos Ducas, à qual pertencia Andrónico Ducas.

## Relações familiares
Foi filho de João Ducas (? - 1088) e de Irene Pegonitissa. Casou com Maria da Bulgária (c. 1006 - 1081), filha de Trajano da Bulgária, filho este do Imperador João Vladislau da Bulgária, de quem teve sete filhos:
1. Miguel Ducas (c. 1061 -  1117), protoestrator.[3][4]
2. Constantino Ducas, sebastos.[5]
3. Estêvão Ducas, sebasto.[2]
4. João Ducas (1064 - antes de 1137), mega-duque.[3][6]
5. Irene Ducena (c. 1066 - 19 de fevereiro de 1123 ou 1133) e que foi casada com o imperador Aleixo I Comneno.[3][7]
6. Ana Ducena[2], que foi casada com Jorge Paleólogo.[3]
7. Teodora Ducena, freira.[8]